# Christine Pappert
Christine Pappert (* 6. Mai 1968 in Hamburg) ist eine deutsche Synchronsprecherin, Synchronregisseurin, Schauspiel- und Musicaldarstellerin sowie Hörspielsprecherin.

## Karriere
Seit 1996 ist Christine Pappert als Synchronsprecherin in Hamburg aktiv. Zu ihren Synchronrollen gehören der kleine Wolfgang Amadeus Mozart in der Animationsserie Little Amadeus (2006), Claire McLeod (Lisa Chappell) in McLeods Töchter (2001–2009) und ihre bis heute bekannteste Rolle, die der Carrie Heffernan (Leah Remini) in King of Queens (1998–2007). In The Exes (2011–2015) übernahm Pappert abermals die Synchronisation von Leah Remini in der Rolle der Nikki Gardner, ebenso wie in Handsome – Ein Netflix-Krimi (2017) als Esta.
Seit 2011 ist Pappert zudem als Synchronregisseurin aktiv. So führt sie beispielsweise bei der Serie Grace and Frankie (seit 2015) mit Jane Fonda und Lily Tomlin Regie.
Christine Pappert war als Musicaldarstellerin bereits in den Produktionen The Rocky Horror Show, Evita, Cats, Dschungelbuch und Blutsbrüder zu sehen.
Sie war zudem in mehreren Hörbuch- und Hörspielproduktionen zu hören.

## Sprechrollen

### Filme und Serien
- 1996–1999: Ein Wink des Himmels
- 1997: Weihnachtsmann & Co. KG[2]
- 1998–2007: King of Queens (als Carrie Heffernan)
- 1999–2000: Kamikaze Kaito Jeanne (als Miyako Todaiji)
- 2001: Summer Catch – Auf einen Schlag verliebt
- 2001: McLeods Töchter (als Claire McLeod – Episoden 1–59)
- 2001: Wedding Peach (als Hiromi in der Folge Die Pianistin)
- 2002–2006: Total Genial (als Elizabeth Hawke)
- 2003–2006: Arrested Development
- 2011: Emilie Richards: Der Zauber von Neuseeland (als Daisy)
- 2014–2016: The Exes (als Nikki Gardner)

### Videospiele
- 1999: Sid Meier’s Alien Crossfire (als Primärfunktion Aki-Zeta 5)
- 2005: Star Wars: Knights of the Old Republic II: The Sith Lords (als Visas Marr)
- 2006: Need for Speed: Carbon (als Emmanuelle Vaugier)
- 2009: Dragon Age: Origins in diversen Nebenrollen
- 2009: League of Legends in diversen Rollen
- 2010: Mass Effect 2 (als EDI)
- 2012: Mass Effect 3 (als EDI)
- 2017: Dungeons 3 (als Thalya)

### Hörbücher und Hörspiele (Auswahl)
- 4 1/2 Freunde, 1 Folge als Frau Schulte-Stratman, Regie: Thomas Karallus, 2003[3]
- Kirsten Boie, Angela Gerrits: Skogland. Das Hörspiel, JUMBO Verlag, Hamburg 2007, ISBN 978-3-8337-1912-7
- Edgar Wallace, Jane: Der Unheimliche, Maritim-Verlag, Dortmund 2008, ISBN 978-3-86714-111-6
- Isabel Abedi, Sylvia Englert: Prinzessin Vivi und die wilden Räuber, JUMBO Verlag, Hamburg 2008, ISBN 978-3-8337-2197-7
- Isabel Abedi: Popstargeschichten, JUMBO Verlag, Hamburg, 2009, ISBN 978-3-8337-2323-0
- Heinz Janisch, Marion Goedelt: Verzaubert verwunschen verwandelt, JUMBO Verlag, Hamburg 2009, ISBN 978-3-8337-2494-7
- Der kleine Geist auf sieben Hügeln
- Ulf Blanck: Die drei ??? Kids – Im Reich der Rätsel als Isabell, Hörspiel, 2010
- Cornelia Funke, Mrs. Whitcroft: Geisterritter – Das Hörspiel, Oetinger Audio, Hamburg 2012, ISBN 978-3-8373-0559-3
- Philip Pullman: Der goldene Kompass (His Dark Materials, Hörspiel, als Serafina Pekkala/Adele Starminster), NDR Info/Silberfisch, ISBN 978-3-86742-199-7